# Ramon Nonat Cornet i Arboix
Ramon Nonat Cornet i Arboix   (Manresa, 13 d'octubre de 1925 - 16 d'octubre de 2004) fou un farmacèutic i historiador manresà.
Inicia els seus estudis a la Salle on estigué fins a l'any 1936, posteriorment començà el batxillerat a l'Institut de Manresa. Va obtenir la llicenciatura de Ciències Químiques a la Universitat de Saragossa l'any 1957, la llicenciatura de Farmàcia, que va estudiar per lliure, l'any 1978 i la llicenciatura en Història (especialitat Història Medieval) l'any 1991. Durant uns anys es dedica a l'ensenyament a l'Institut Lluis de Peguera i fou impulsor, director i cofundador l'any 1960 de l'acadèmia Catalunya, que va funcionar fins a l'any 1975. Des de 1980 a 1991 va exercir de farmacèutic a la farmàcia que va adquirir a la carretera Santpedor de Manresa on es va especialitzar en fórmules i preparats magistrals. Apassionat de la història va estudiar i publicar sobre temes d'història local relacionats amb la farmàcia, com la tesi de llicenciatura en farmàcia, “Anuncis de farmàcia a la premsa manresana del segle XIX” (primera tesi en català en la facultat de Farmàcia) i la tesi doctoral en Història sobre “Apotecaris a la Manresa del segle XIV” que ja no va ser a temps de presentar. Va estar vinculat a diferents entitats de la ciutat i president de la delegació del Bages del Col·legi de Farmacèutics de Barcelona, així com tresorer del Centre d'Estudis del Bages des de l'any 1980,